# Nguyễn Thị Phương
Nguyễn Thị Phương (ur. 2 września 1976) – wietnamska pływaczka, uczestniczka igrzysk w 1992, na których wzięła udział w dwóch konkurencjach. Na 100 m żabką została zdyskwalifikowana, natomiast na 200 m tym samym stylem zajęła 38. miejsce. W swoim wyścigu eliminacyjnym zajęła 6. miejsce z czasem 2:57,71.